# جاونا شينباو
جاونا شينباو (بالصينية التقليدية: 招納信寶; بالصينية المبسطة: 招纳信宝; البينيين: zhāo nà xìn bǎo; بالترجمة الحرفية 'كنز (عملة) يٌقَدَّم كرسالة تعريف') هو نوع خاص من عملات الكاش لسلالة سونغ الجنوبية طُوِّر كأداة للدعاية والحرب النفسية لتجنيد المنشقين من جيش سلالة جورشن جين حوالي عام شاوشينغ 1 (أو السنة الميلادية 1131) في عهد الإمبراطور جاوزونغ [الإنجليزية].  تشبه هذه العملات المعدنية الخاصة ظاهريًا عملات الكاش الصينية التقليدية ولكنها تحتوي على نقش يشير إلى غرضها، وعادةً ما كانت عملات جاونا شينباو الرمزية مصنوعة من البرونز ولكن في حالات نادرة جدًا كانت مصنوعة أيضًا من الفضة أو الذهب. 

## تاريخ
في عام 1131، كانت القوات العسكرية لسلالات سونغ وجورشن جين معسكرة مقابل بعضها البعض على جانبي نهر اليانغتسي، وخلال صيف هذا العام كانت قوات سلالة سونغ تحت قيادة حاكم خوبي الجنرال ليو جوانجشي (劉光世، 1089-1142) بينما كانت قوات جين تحت قيادة وان يانتشانغ (完顏昌). وبما أن كلا الجيشين كانا متساويين تقريبًا في القوة البشرية، فقد واجه كلا الجانبين صعوبة في التقدم على الجانب الآخر مما أدى إلى ردب. لكسر هذا الردب، قرر ليو جوانجشي سك نوع خاص من عملات الكاش في جيانجتشو (جيوجيانغ، جيانجشي حاليًا) والتي لم تُقصد لِتُتَداول بنفس الطريقة مثل العملات العادية، ولكن لتشجيع أعضاء جيش جين على الانشقاق إلى جانب سونغ. على غرار أنواع العملات النقدية الصينية التي كانت متداولة في ذلك الوقت، كانت مصنوعة في المقام الأول من سبائك النحاس والبرونز، في حين كان عدد صغير جدًا منها مصنوعًا من الفضة، وكان عدد أقل من ذلك مصنوعًا من الذهب. وبما أن جزءًا كبيرًا من جيش جين كان يتألف من جنود هان مجندين، فقد اعتقد الجنرال ليو أن هؤلاء الجنود ربما كانوا في حالة من الحنين إلى الوطن وكان لديهم رغبة أكبر في العودة إلى الوطن بدلاً من القتال من أجل قوة أجنبية [الإنجليزية].
ولتحقيق هذه الغاية، أمر ليو جوانجشي بإنشاء عملات كاش خاصة تحمل نقش جاونا شينباو (招納信寶) والتي يمكن ترجمتها إلى "الكنز (العملة) الذي يجند جنود (سلالة جين) الذين يرغبون في العودة إلى وطنهم" واعتمد سياسة مفادها أنه يمكن استخدام عملات الكاش الخاصة هذه لإظهار انشقاقهم عن جيش جين.  عندما أُلقي القبض على جنود جيش جين من قبل قوات ليو جوانجشي بدلاً من قتلهم، فقد عاملهم بطريقة جيدة وقدم لهم عملات جاونا شينباو هذه وأخبرهم أن أي شخص يمتلك هذه العملات يمكنه المرور دون عوائق إلى معسكر سونغ ثم إذا أرادوا، بإمكانهم العودة بأمان إلى ديارهم. سُلِّمَ جنود جين الأسرى هذه العملات المعدنية من جاونا شينباو وبُلِّغوا بعد عودتهم إلى معسكر جورشن أنه بإمكانهم تسليمها إلى مواطنيهم الذين يرغبون في الفرار إلى سونغ. عاد هؤلاء الجنود الأسرى من جين إلى معسكر جين وقاموا بتوزيع هذه العملات المعدنية سراً على جنود آخرين أعربوا أيضًا عن رغبتهم في الانشقاق.  
أثبتت عملات كاش جاونا شينباو نجاحها حيث لعبت دورًا فعالاً في فرار عشرات الآلاف من جنود جين المجندين إلى جيش سونغ، ولم يقرر جميع الجنود المنشقين استغلال هذه الفرصة للعودة إلى ديارهم بل تطوعوا للقتال إلى جانب أسرة سونغ. لم يكن الجنود الفارون من أصل هان فقط، بل كان من بينهم أيضًا الخيتانيون والجورشن. نُظِّمَ هؤلاء الجنود الإضافيون في جيشين أُنشِئا حديثًا أطلق عليهما اسم " القلوب المقروءة " (赤心، chì xīn ) و" الجيش الذي يظهر من العدم " (奇兵، qí bīng ). لقد أثبتت العملة الرمزية فعاليتها وأجبر العدد الهائل من الهاربين الجنرال جين وان يانتشانغ على استدعاء قواته المتبقية للتراجع. نظرًا لأن عدد عملات كاش جاونا شينباو المصنعة لهذا الغرض كان صغيرًا وبما أنها كانت "متداولة" فقط في مساحة صغيرة نسبيًا، فمن غير المعروف أن العديد من العينات الأصلية لا تزال موجودة حتى اليوم. 

## النقش
وبما أن عملات كاش جاونا شينباو صُنعت لتشجيع المجندين من جيش أسرة جين على الانشقاق والتأكد من أن مرورهم إلى معسكرات الجيش في أسرة سونغ كان آمنًا، فقد كان لزامًا على النقش أن يعكس هذا الغرض. كُتِبَ النقش نفسه بطريقة عقارب الساعة ونوع الخط الصيني المستخدم هو النص العادي [الإنجليزية]. تُترجم الأحرف الموجودة على الجانب الأمامي من رموز الثقة هذه على النحو التالي:  
| النقش | الصينية التقليدية | الصينية المبسطة | الترجمات                           |
| ----- | ----------------- | --------------- | ---------------------------------- |
| جاو   | 招                | 招              | للإشارة، للاستدعاء، للتجنيد، للحجز |
| نا    | 納                | 纳              | للاعتراف، للأخذ، للاستلام، للقبول  |
| شين   | 信                | 信              | للثقة، للاعتقاد، رسالة             |
| باو   | 寶                | 宝              | كنز، جوهرة، ثمين، نادر             |

يمكن ترجمة النقش "جاونا شينباو" إلى "الكنز ( العملة المعدنية) التي تعمل كرسالة تعريفية" أو "الكنز (العملة المعدنية) التي تُجَنِّد جنود (سلالة جين) الذين يرغبون في العودة إلى وطنهم" بناءً على السياق. ترجمة محتملة أخرى هي "حامل هذا الكنز (العملة المعدنية) قادر على العودة (أو الخضوع) لسلطة أسرة سونغ بأمان" كما يقترح الدكتور دينج فوباو [الإنجليزية] (丁福保) لأن "جاونا" (招纳) لها المعنى البديل "الخضوع لسلطة شخص آخر" (歸附, guī fù ) في اللغة الصينية الماندرينية. الترجمات الإنجليزية المقترحة البديلة لنقش جاونا شينباو هي "رمز الثقة للمجندين" بقلم Yu Liuliang و Yu Hong و "عملة العبور" بقلم David Jen.   
على الجانب الخلفي من عملات كاش جاونا شينباو يوجد حرفان، أحدهما في الأعلى فوق الفتحة المركزية المربعة والآخر في الأسفل أسفل الفتحة المركزية المربعة. الحرف العلوي يقرأ دائمًا "شي" (使)  مما يشير إلى أن هذه الرموز كانت لها مهمة تخدم وظيفة رسمية. يُزعم عادةً أن الحرف الموجود أسفل الحفرة المربعة هو "شانغ" (上)  ولكن يبدو أنه نسخة معكوسة من الحرف ولا توجد ترجمة معروفة له، والإجماع العام بين علماء العملات الصينيين مثل ديفيد جين ينص على أنه في الواقع توقيع، والموقع غير معروف ولكن ربما كان ليو جوانجشي نفسه.   في النسخة الفضية من العملة، "Shi" (使) هو نفسه على الرغم من صغر حجمه، إلا أن الحرف الموجود أسفل الفتحة المركزية المربعة والذي يُفترض أيضًا أنه توقيع يشبه "凵" ( kǎn ) مع "禾" ( hé ) في المنتصف.  

## العينات المتبقية
بسبب المساحة الصغيرة نسبيًا التي تُتَداول فيها عملات الكاش الرمزية الشبيهة بالعملات المعدنية هذه، وأعداد إنتاجها المنخفضة، لا يوجد الكثير من عملات كاش جاونا شينباو اليوم؛ يمكن بيع جاونا شينباو البرونزية مقابل 100000 ين (14000 دولار أمريكي) في عام 2016. وفي الوقت نفسه، وعلى الرغم من أن الأعمال النقدية الصينية في القرن العشرين تذكر عدة إصدارات فضية وذهبية من جاونا شينباو وهي في أيدي بعض هواة الجمع المستقلين، فإن مكان وجودها غير معروف حاليًا وتعتبر قيمتها الثقافية والسوقية "لا تقدر بثمن".[بحاجة لمصدر]
في عام 2006، تبرعت عائلة عالم العملات الصيني الشهير ما دينغشيانغ (馬定祥) بعملة كاش من نوع جاونا شينباو لمتحف هانغتشو [الإنجليزية] في تشجيانغ. يبلغ قطر هذه العملات 26 ملليمترًا ووزنها 5 غرام. من بين الخصائص التي يمكن ملاحظتها بسهولة في هذه العملات أن الحرف الصيني "باو" (寶) يمكن وصفه بأنه "طويل بشكل غير عادي".  توجد عملة نقدية برونزية أخرى من نوع جاونا شينباو في مجموعة المتحف الوطني الصيني. 
خلال السنوات الأولى لجمهورية الصين، ورد أن عملة جاونا شينباو الفضية كانت في أيدي فانغ ديشان (方地山) والتي وصفها يوان هانيون (袁寒雲) بأنها كانت أكبر قليلاً من النسخة البرونزية. بعد وفاة فانغ في عام 1936، أصبح مصير هذه العينة غير معروف. كانت هناك نسخة ذهبية من العملة في أيدي تشين ريناتو (陳仁濤) الذي توفي في عام 1968 ومصير هذه العينة غير معروف أيضًا. صُنِّفَت النسخة الذهبية من العملة على أنها "آثار ثقافية وطنية من الدرجة الأولى" (國家一級文物، guó jiā yī jí wén wù ) من قبل حكومة جمهورية الصين الشعبية. 

## ملحوظات
1. ↑  Could be translated as "cause", "send on a mission", "order", "envoy", "messenger", and/or "ambassador".
2. ↑  Could be translated as "top", "superior", "highest", "go up", and/or "send up".